# Capo Seddon

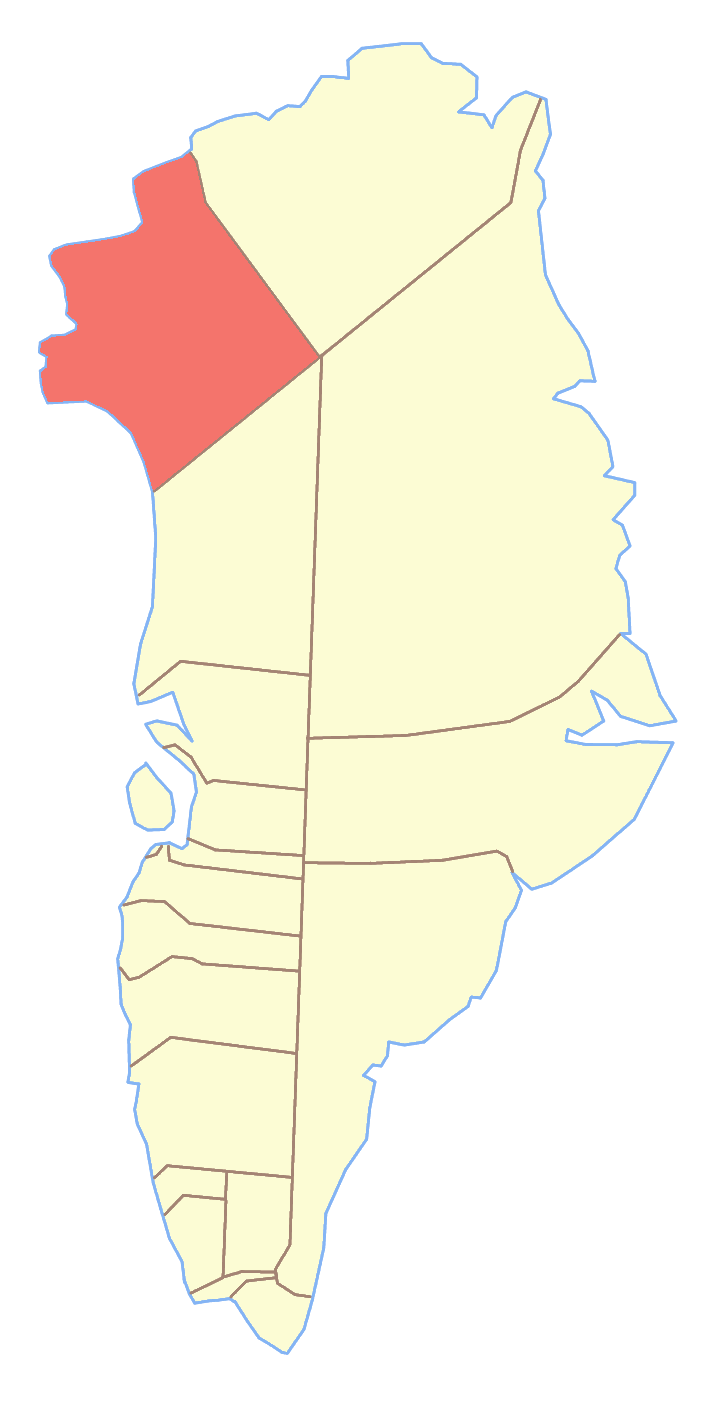
Ex comune di Qaanaaq, dove si trovava capo Seddon

Il capo Seddon (o Kap Seddon) è un capo della Groenlandia. Si protende fra la baia di Melville a nord-ovest e la baia di Baffin a sud-ovest e si trova poco sopra il 75º parallelo, oltre 1000 km a nord del circolo polare artico; appartiene al comune di Avannaata. Nei pressi del capo c'è il ghiacciaio di Steenstrups.